# Hetty Klavers
Hetty Klavers (21 oktober 1965) is een Nederlands waterschapsbestuurder. Klavers is dijkgraaf van Waterschap Zuiderzeeland en voormalig lid van het bestuur van de Unie van Waterschappen. 

## Leven en werk
Hetty Klavers studeerde toegepaste wiskunde aan de Universiteit van Twente en studeerde af op het onderwerp supergeleiding. Hierna ging ze werken als ambtenaar bij Rijkswaterstaat waar ze meerdere functies vervulde. Voor haar benoeming tot dijkgraaf was zij programmadirecteur Deltaprogramma IJsselmeergebied. In 2013 werd zij benoemd tot dijkgraaf van Waterschap Zuiderzeeland. Van 2016 tot en met 2021 was zij voortvloeiend uit haar functie als dijkgraaf bestuurslid van de Unie van Waterschappen, met in haar portefeuille de onderwerpen waterveiligheid, wegenbeheer, Deltaprogramma, educatie en de samenwerking met Rijkswaterstaat. In 2019 werd ze herbenoemd voor een tweede ambtsperiode. 
In 2017 stond Klavers in de top 100 van meest invloedrijke vrouwen in Nederland van Opzij. In 2017 won zij de Vrouw in de Media Award voor de regio Flevoland. [1]
Naast haar waterschapswerk heeft zij diverse betaalde en onbetaalde nevenfuncties.